# トマティーナ

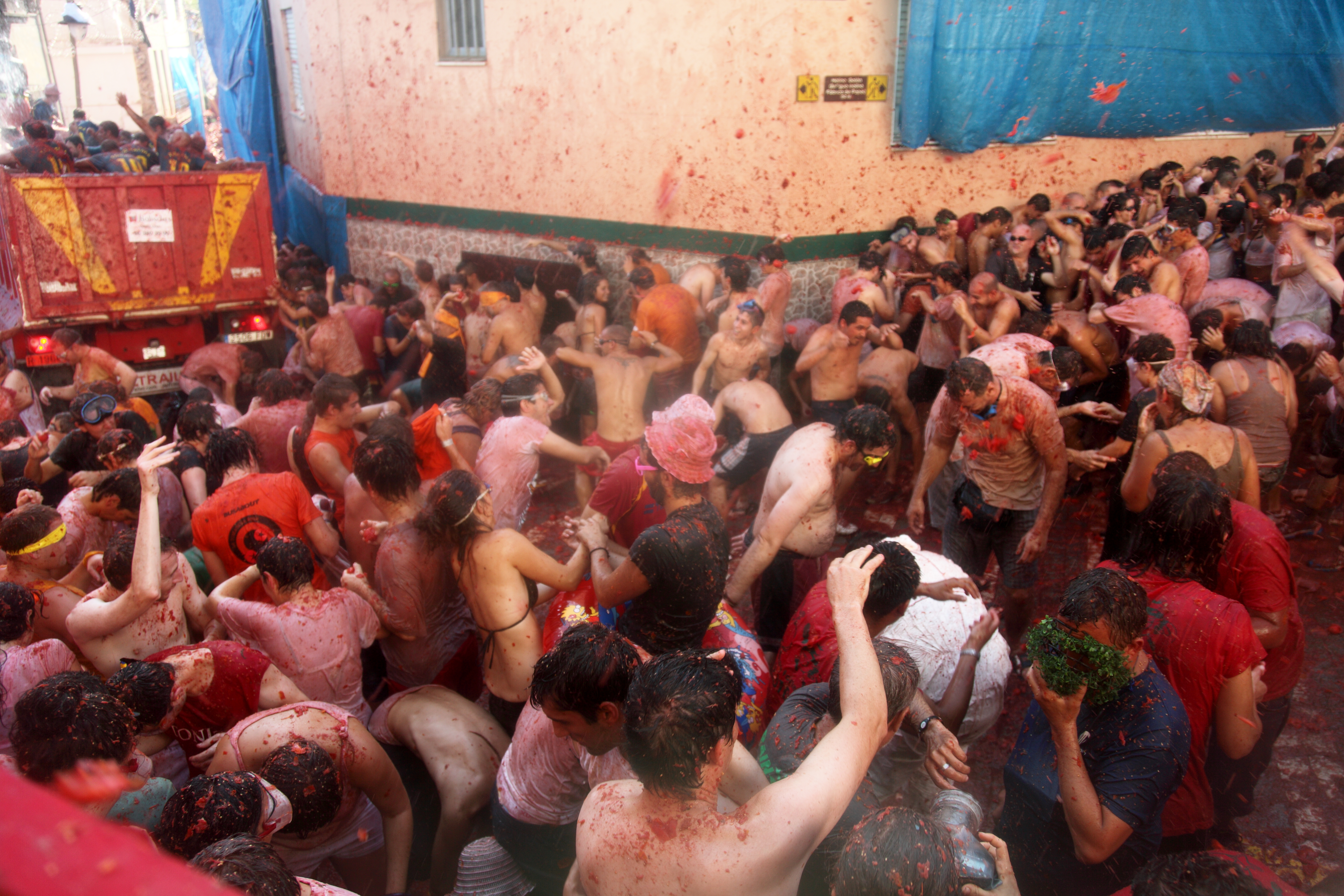
祭りの様子（2010年）

ラ・トマティーナ（西：La Tomatina）は、スペイン王国バレンシア州の街、ブニョールで8月の最終水曜日に行われる収穫祭。日本語では「トマト祭り」と呼ばれている。
祭りの間だけは、世界中から街の人口の倍以上の人が集まり、互いに熱したトマトをぶつけ合う（2007年時点でブニョールの人口は9722人、2008年のトマティーナの参加者は約4万人）。

## 概要

### 前夜祭
トマティーナは前夜祭から始まる。
前夜祭といっても特別な催し物があるわけではないが、街はイルミネーションで飾り付けられ、大通りには屋台が立ち並び、街中には移動遊園地などもやってきて、互いに酒を飲んだりダンスをしたりして盛り上がる。
なおトマトをぶつけられては困るものや、一部の家屋では、トマトで汚されないよう通りに面している壁をビニールシートなどで覆うことで祭りに備える。これらは市から補助金が出る。

#### パロ・ハボン

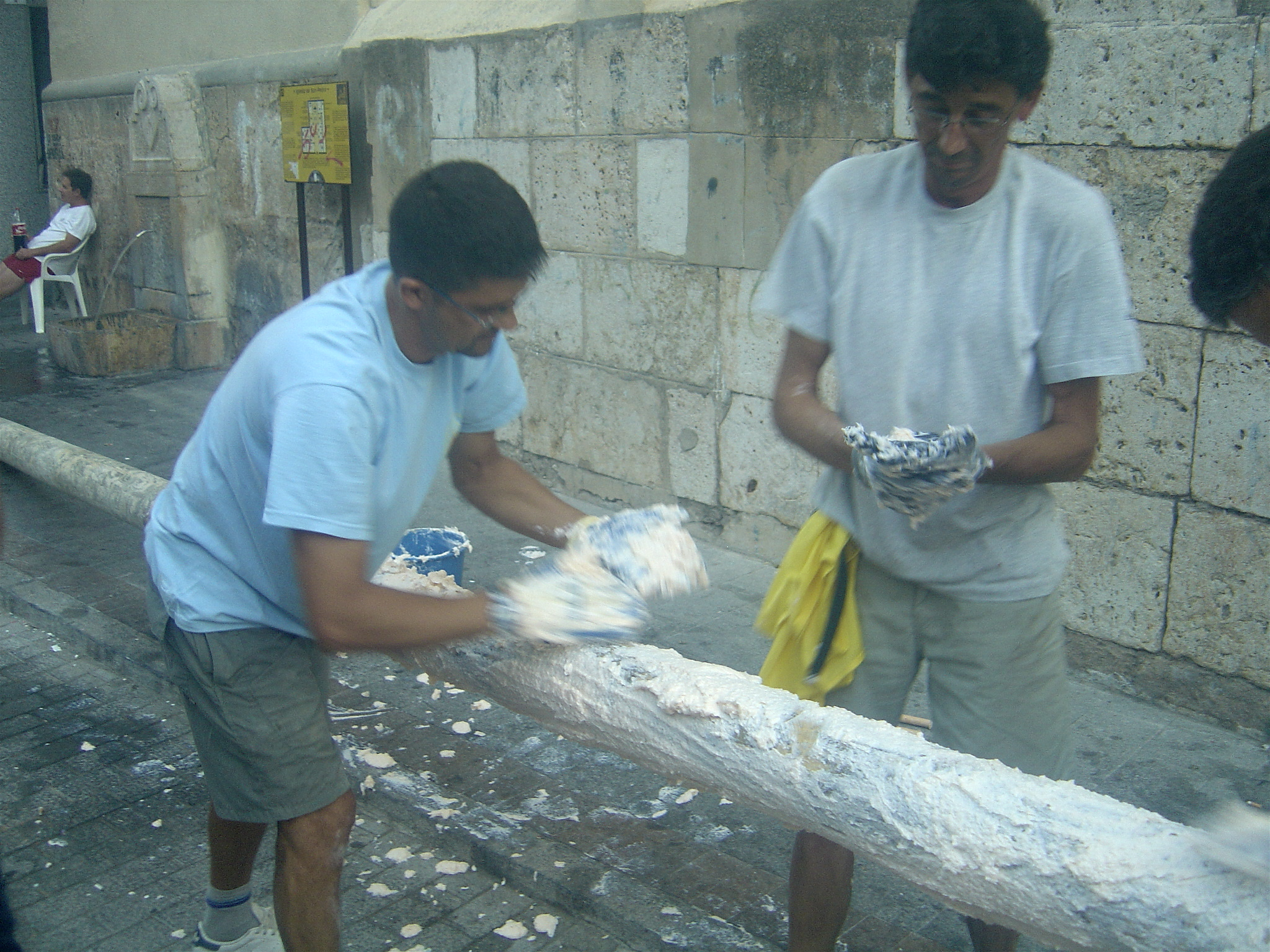
棒の準備中。白いものが石鹸。

トマティーナの最初に行われるイベント。パロ・ハボンとは「石鹸棒」という意味。
午前9時頃、街中に、石鹸が塗りたくられて滑りやすくなった木の棒が立てられる。
棒の先端には生ハムがくくりつけられており、大勢の人がその生ハムを取るために棒をよじ登る。
しかし、登ろうとする人に放水したり、さらに棒の長さも数mはあるため、なかなか取れるものではなく、生ハムが取られるまでに早くても数十分かかる。過去には結局取れない例もあった。
生ハムを取った人は、にわかにその場の「英雄」となる。
パロ・ハボンをしている際は街の住人は、通りの群集に向かって、上の階からバケツで水をかけたりゴムホースで放水したりする。パロ・ハボンが終わらないうちにトマトを投げるのは禁止されている。

#### トマト投げ開始
パロ・ハボンでハムが取られると、群集からトマトを求める声が上がる。
やがて、役場の号砲を合図に「トマティーナ」が正式に開始される。
トマトを満載したトラック数台がプエブロ広場を中心に走り、トラックの荷台からは市の職員がトマトをトラックの外に投げ、それを群集は誰彼構わず互いに投げ合う。ある程度トマトが減ってくると、トラックは荷台を傾けて残っているトマトを一気に落とす。通りにいる人は、トラックに轢かれないよう十分注意しなければならない。
このようにして、街はあっという間にトマトで満たされ、群集はトマトまみれになり、街中には潰されたトマトの湖さえ出来上がる。
なお
- トマトを投げる際は安全のために多少潰してから投げる
- ガラス瓶のような危険なものを持ち込まない
- 他人（特に女性）の衣服を破らない
- トマティーナの時間外には絶対にトマトを投げない

などのルールがあるが、特に衣服のことについては必ずしも守られるわけではなく、過熱した人によってシャツを破られる人もいる。
またルールではないが目を保護するゴーグルの装着が勧められており、トマトまみれになってもいいよう水着を着て参加する人も多い。

#### トマト投げ終了

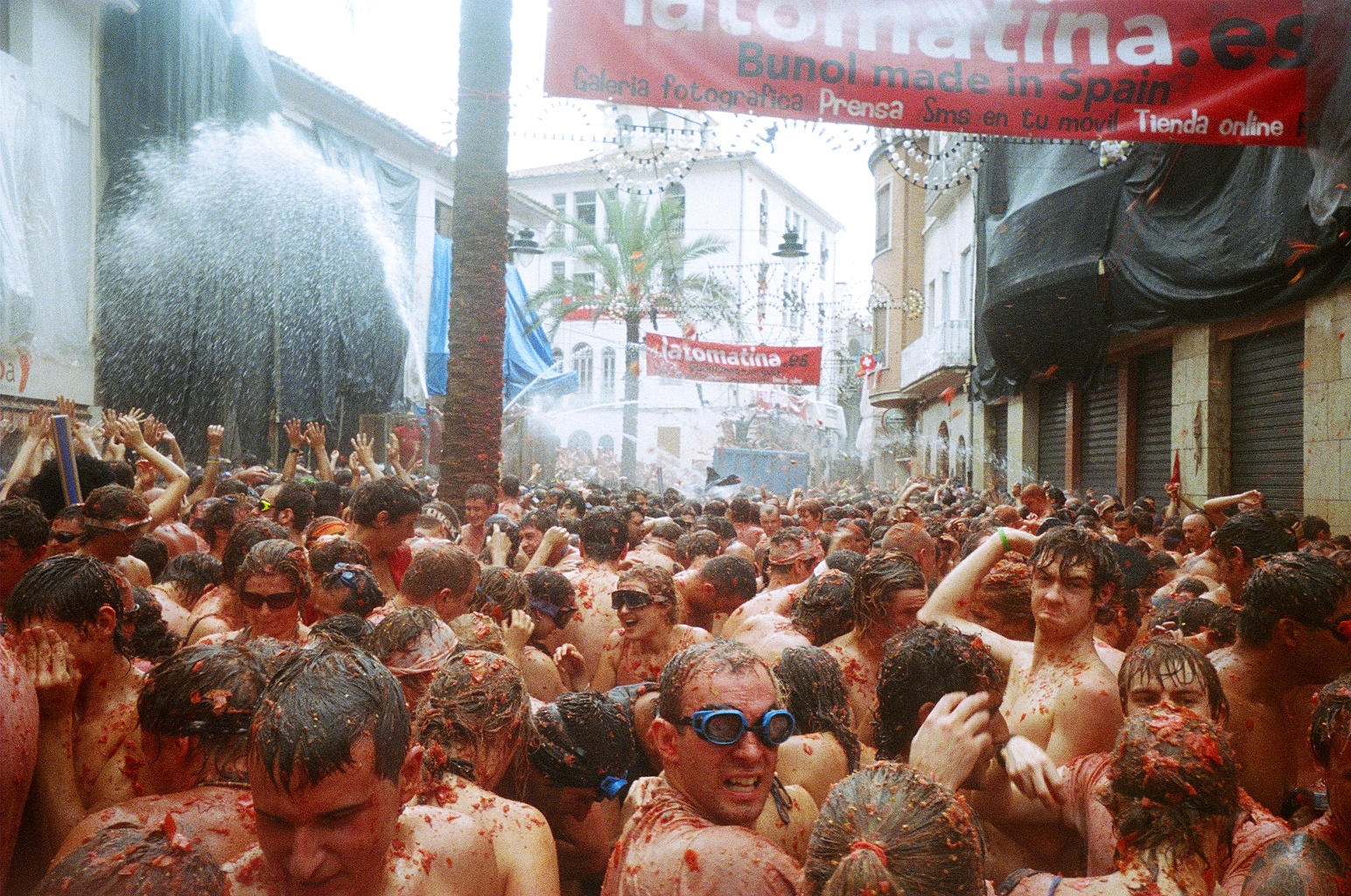
放水。家屋がシートで覆われているのも分かる。

最初の号砲から1時間後、祭りの終わりを知らせる号砲が鳴り、祭りは終わる。
町は予め用意した散水車で壁や通りのトマトを洗い流し、人々は放水や街角に用意された仮設シャワーでトマトまみれになった体を洗い流す。また一部の親切な住人は、通行人にホースで水をかける。
このようにして、数時間後にはトマトは完全に洗い流され、トマティーナは終わる。

## 歴史

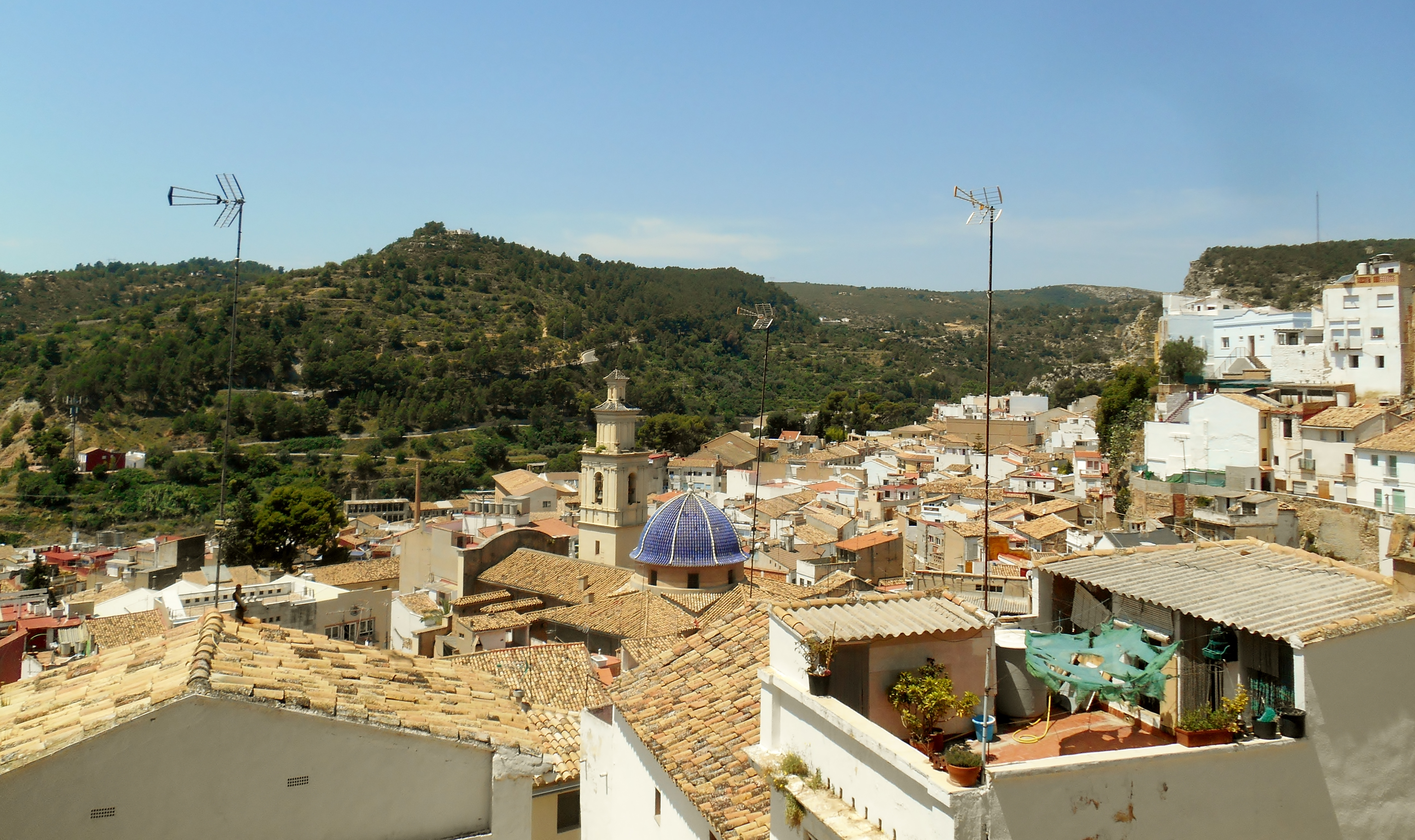
平時のブニョール

トマティーナは1940年代半ばに始まったが、その起源はよく分かっていない。
起源については、野菜売りのスタンド前での喧嘩でトマトを投げ合った、住人同士での階級闘争、パレードでトマトが一斉に投げられた、町政に不満を持つ住人が、町の祝賀会で町の議員に向けてトマトを投げつけた、戦争が終わってこんなに真っ赤になっても死なないぞというメッセージなどがある。
その後毎年同じ日に、同じように各々トマトを持ち寄って投げ合うという初期「トマティーナ」が出来て、ブニョールもその日を「トマトの日」と定めた。しかし毎年段々と過激になってきたことを受けてブニョールは1951年には禁止し、強行しようとした人々を逮捕した。それにブニョールの住人から猛抗議されたことで警察は逮捕者をすぐに釈放し、翌年からはまた開催されるようになった。
しかし1957年に再びトマティーナは禁止された。人々は「トマトの葬式」という名目でトマトを棺桶いっぱいに詰めて祭りの禁止に抗議した。
1959年に、ブニョールはトマティーナのルールを定めた。それは
- 1つのハムによって祭りを開始する
- 祭りの前後には絶対にトマトを投げない

というものであり、これはルールを作ると同時に、祭りを行うことを正式に許可するものであった。
やがて祭りは国際的なものになっていき、それまで参加者が各々トマトを持ち寄って投げ合っていたが、1975年からは投げられるトマトもブニョールが用意するようになった。
2020年は新型コロナウイルス感染症の流行拡大により、4月22日に中止が決定された。

## その他の国のトマトの投げ合い祭り
- 1982年からアメリカのコロラドで毎年行われているen:Colorado-Texas Tomato War[5]
- コロンビア合衆国スタマルチャンで、2004年から毎6月15日に開催される[6]。
- コスタリカのSan José de Trojasという町で行われる[7]。
- 中国広東省東莞市で10月19日に行われている[7]。
- アメリカ ミルウォーキーのイーストサイドで、少なくとも2009年以降からブラッディ・マリー飲み会と併設で行われている[8]。

## 著名な参加者
- 鈴木ヒロミツ(1989年のトマティーナに参加。なるほど!ザ・ワールドの取材によるもの。)
- 宮川大輔(2010年のトマティーナに参加した)
- 河田直也(MBSアナウンサー)(2011年のトマティーナに参加した)
- 上白石萌音(俳優)(2023年のトマティーナに参加。世界くらべてみたらの取材によるもの。)